# Шмелевка (Рязанская область)
Шмелевка — деревня в Кадомском районе Рязанской области России. Входит в состав Котелинского сельского поселения.

## География
Деревня находится в восточной части Рязанской области, в зоне хвойно-широколиственных лесов, в пределах Окско-Донской равнины, при автодороге 61Н-168, на расстоянии примерно 16 километров (по прямой) к юго-востоку от Кадома, административного центра района. Абсолютная высота — 118 метров над уровнем моря.

### Климат
Климат характеризуется как умеренно континентальный, относительно сухой, с тёплым летом и умеренно холодной зимой. Средняя температура воздуха самого холодного месяца (января) — −10 °C (абсолютный минимум — −42 °C); самого тёплого месяца (июля) — 20 °C (абсолютный максимум — 38 °C). Безморозный период длится около 142—147 дней. Продолжительность вегетационного периода составляет около 180 дней. Среднегодовое количество осадков — 550 мм, из которых большая часть выпадает в тёплый период.

### Часовой пояс
Деревня Шмелевка, как и вся Рязанская область, находится в часовой зоне МСК (московское время). Смещение применяемого времени относительно UTC составляет +3:00.

## Население
| 1983 | 2010 |
| ---- | ---- |
| 20   | ↘2   |

### Национальный состав
Согласно результатам переписи 2002 года, в национальной структуре населения русские составляли 100 % из 12 чел.